# Alison Jolly
Alison Jolly, född Alison Bishop den 9 maj 1937 i Ithaca, New York, död den 6 februari 2014 i Lewes, East Sussex, var en amerikansk primatolog.
Jolly var känd för sina studier om lemurers biologi.
Jolly skrev flera böcker både för vetenskapsmän och lekmän, hon utförde sitt fältarbete främst i Berenty Reserve på Madagaskar. Hon hade en filosofie kandidatexamen vid Cornell University och en filosofie doktorsexamen vid Yale University. Hon har varit forskare vid New York Zoological Society, Universitetet i Cambridge, University of Sussex, Rockefeller University och Princeton University. Vid sin död var hon gästforskare vid University of Sussex.
I juni 2006 uppkallades muslemuren Microcebus jollyae efter henne.